# Нови Томисл
Нови Томисл (пољ. Nowy Tomyśl) град је у Пољској у Војводству великопољском. По подацима из 2012. године број становника у месту је био 15 024.

## Становништво
| 2012.  |
| ------ |
| 15 024 |